# 薛凡
薛凡（1932年4月—2014年1月1日），男，河北平山人，中华人民共和国记者。

## 生平
薛凡曾任《北京青年报》总编辑，后升任北京市新闻出版局局长。1998年退休。
2014年1月1日去世，享年81岁。